# Kvarteret Pyramus

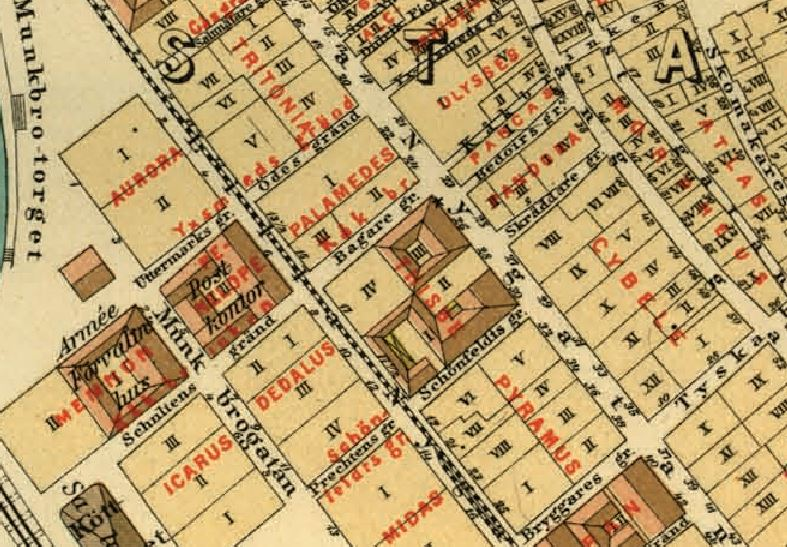
Kvarteret Pyramus på A.R. Lundgrens karta, 1885.

Kvarteret Pyramus är ett kvarter i Gamla stan i Stockholm. Kvarteret omges av Schönfeldts gränd i norr, Lilla Nygatan i väster, Stora Nygatan i öster och Tyska brinken i söder. Kvarteret består idag av fem fastigheter: Pyramus 1, 2, 8 och 11–12.  På Alfred Rudolf Lundgrens karta från 1885 redovisas åtta kvarter.

## Namnet
Nästan samtliga kvartersnamn i Gamla stan tillkom under 1600-talets senare del och är uppkallade efter begrepp (främst gudar) ur den grekiska och romerska mytologin. ”Pyramus” var i den grekiska mytologin en tragisk hjälte. I Ovidius berättelse om Pyramus och Thisbe, använde Ovidius sig av Thisbe som inspiration till sin tragiska hjältinna som tog sitt liv när hon hittade sin älskade Pyramus död. Pyramus i sin tur dödade sig själv i tron att Thisbe hade blivit bragt om livet av ett lejon. Thisbe är även namnet på grannkvarteret i norr (se kvarteret Thisbe).

## Kvarteret

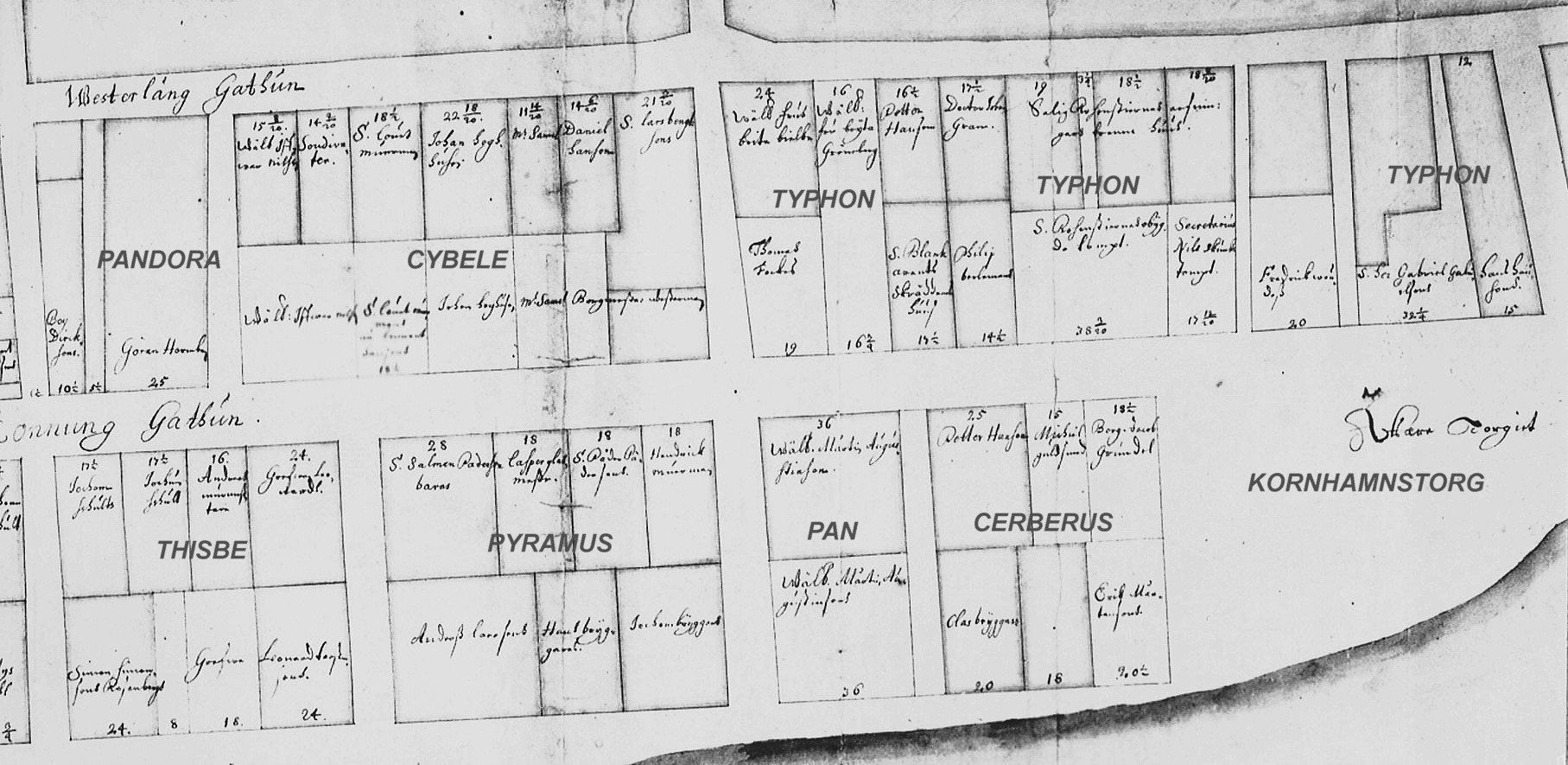
Tomtkarta över Pyramus m.fl., 1651.

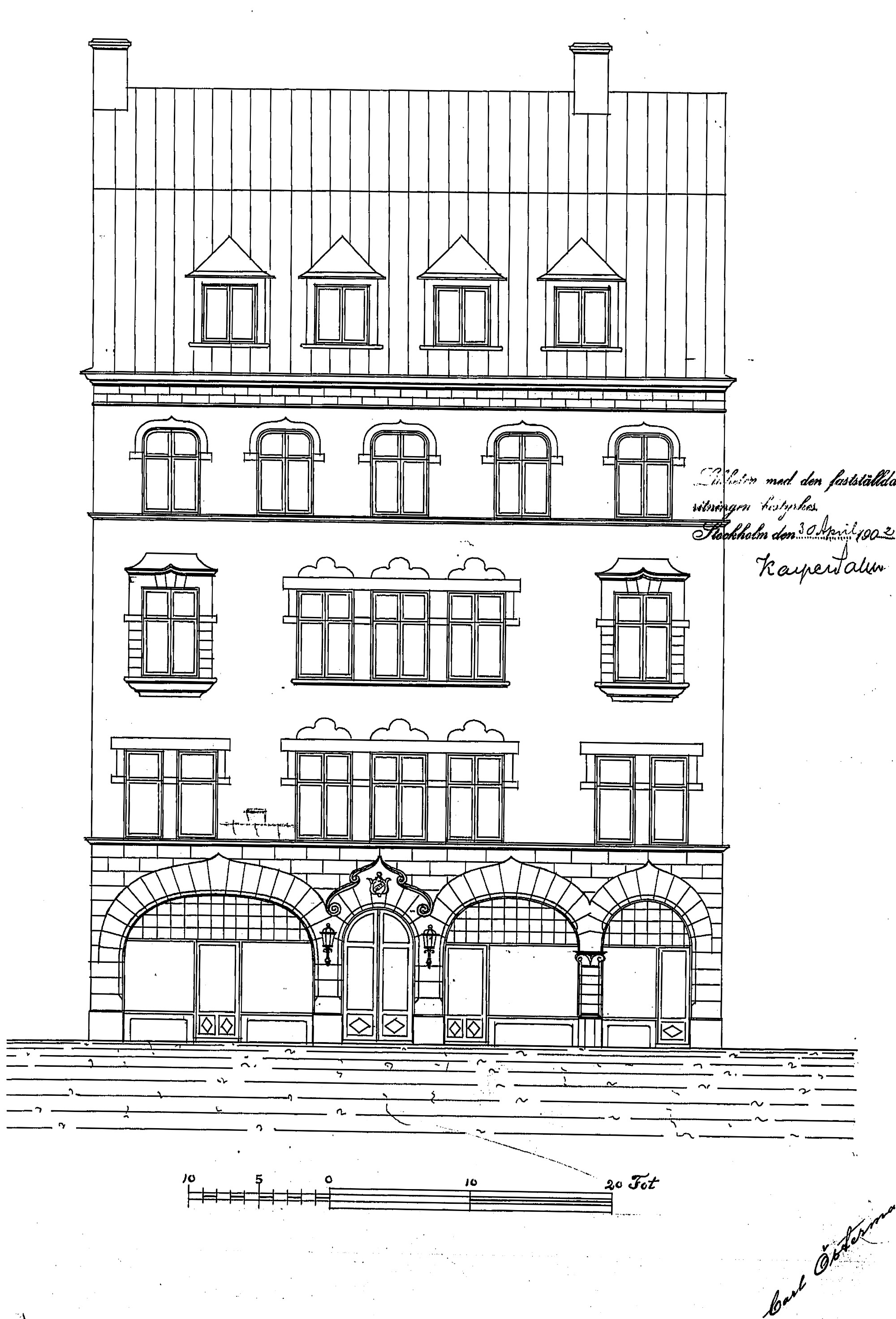
Stora Nygatan 36, Carl Österman, 1902.

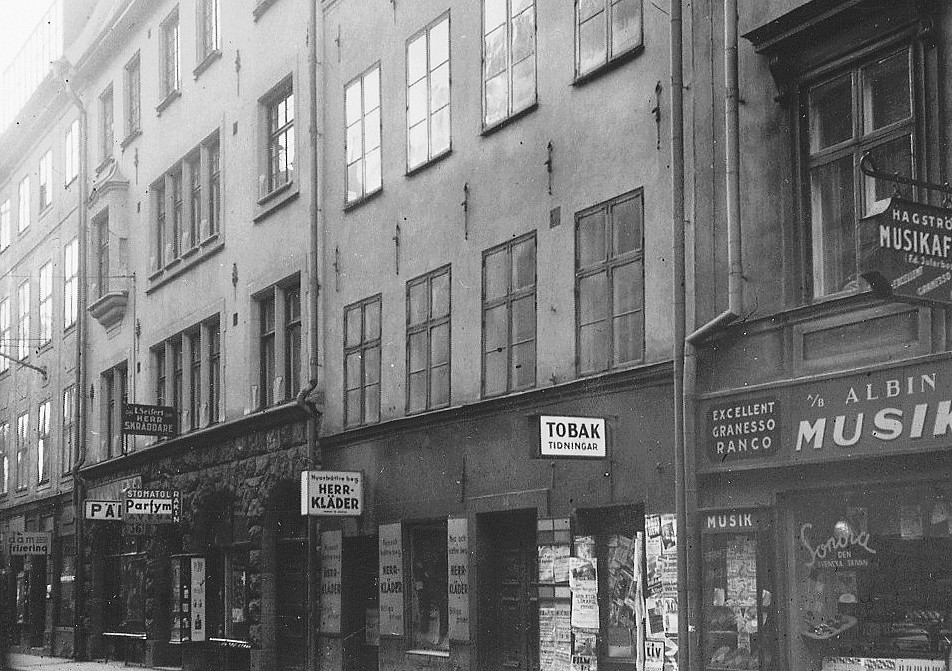
Stora Nygatan 32-36, 1939.

Stockholms andra stadsmur, uppförd under 1300-talets andra hälft och 1400-talet, sträckte sig genom kvarteret i nordsydlig riktning (se Stockholms stadsmurar). Vid en arkeologisk förundersökning i Tyska Brinken intill kvarteret Pyramus 1 påträffades i samband med VA-schaktningar 1993 delar av det så kallade Bocktornet, som ingått i den andra, yttre stadsmuren.
Kvarteret fick sin nuvarande, nästan kvadratiska form efter den Stora branden 1625, som totalförstörde den sydvästra delen av Stadsholmen. Istället för små gränder och långsmala kvarter där elden kunde sprida sig snabbt utfördes här Stockholms första organiserade stadsplanering med början 1627 där man skapade stora likformiga kvarter bebyggda med stenhus.
Pyramus 11 ligger mot Schönfeldts gränd och bestod ursprungligen av tre fastigheter (Pyramus 5, 6 och 7). Hörnhuset Stora Nygatan 32 byggdes 1651 och syns på Erik Dahlberghs kopparstick över Karl X Gustavs begravningståg 1660. Det byggdes på 1780 och sammanbyggdes 1912 med Pyramus 6 (Lilla Nygatan 19), vilket uppfördes 1636 och ombyggdes 1837. Här låg på 1700-talet källaren Tre Spisar, som under lång tid var skomakargesällernas härbärge. På Stora Nygatan 34 finns medeltida byggnadsrester i husets källare. 
Pyramus 12 (Stora Nygatan 36) uppfördes på 1600-talet och bevarar också medeltida byggnadsrester i sina nedre delar. 1854 byggdes ett nytt hus, som 1902 fick sitt nuvarande utseende av arkitekt Carl Österman. Han gav fasaderna en historiserande prägel med burspråk, av sten inramade fönster och en bottenvåning klädd i rustik, grovt huggen, sandsten. 
Pyramus 8 (Lilla Nygatan 17), här ligger restaurangen S:ta Clara Bierhaus som ursprungligen fanns i Klarakvarteren på Norrmalm och flyttade hit 2005.
Pyramus 2 (hörnhuset Stora Nygatan 38 / Tyska brinken) ägdes 1651 av Henrik Meurman (1625-1672), sidenhandlare och rådman i Stockholm. Byggnaden revs och ersattes 1762 av ett nytt hus, där fasaden fortfarande är bevarad i nästan ursprungligt skick.